# Camtar-Maler
Der Name Camtar-Maler ist ein Notname, der einem antiken Vasenmaler des schwarzfigurigen Stils aus Athen des mittleren Drittels des sechsten Jahrhunderts v. Chr. gegeben wurde.
Der Camtar-Maler erhielt seinen Notnamen aufgrund von heute in Cambridge und Tarquinia befindlichen Vasen. Wie andere Maler seiner Zeit, etwa der Ptoon-Maler, wirkt er aufgrund von Tierfriesen und durch Ranken verknüpfter Pflanzenornamente altmodischer, als er wirklich war. Die von bevorzugt bemalten ovalen Halsamphoren sind nach altem Vorbild mit durchlaufenden Friesen statt mit Bildfeldern verziert. Auf der Lippe stellt er sogar noch für diese Zeit eigentlich nicht mehr gebräuchliche Rosettereihen dar. Auch verwendete er noch Schmuckbänder, die die meisten seiner Zeitgenossen nicht mehr verwendeten. Allerdings stellt er diese über den Lotusblüten verlaufenden Linien kreisrund und nicht wie üblich in Wellen dar.
Seine Figuren wirken stämmig und archaisch, derb, grob und hölzern. Eine seiner besonderen Eigenarten ist, Figuren nicht wie üblich mit schwarzer, sondern mit roter Schrift zu beschreiben, was nur von wenigen anderen Künstlern, etwa von Sophilos und dem Maler von London B 76 bekannt ist. Der Camtar-Maler stellt bevorzugt mythologische Szenen dar, unter anderem den sich rüstenden Achilleus.